# 卡羅·斯卡帕

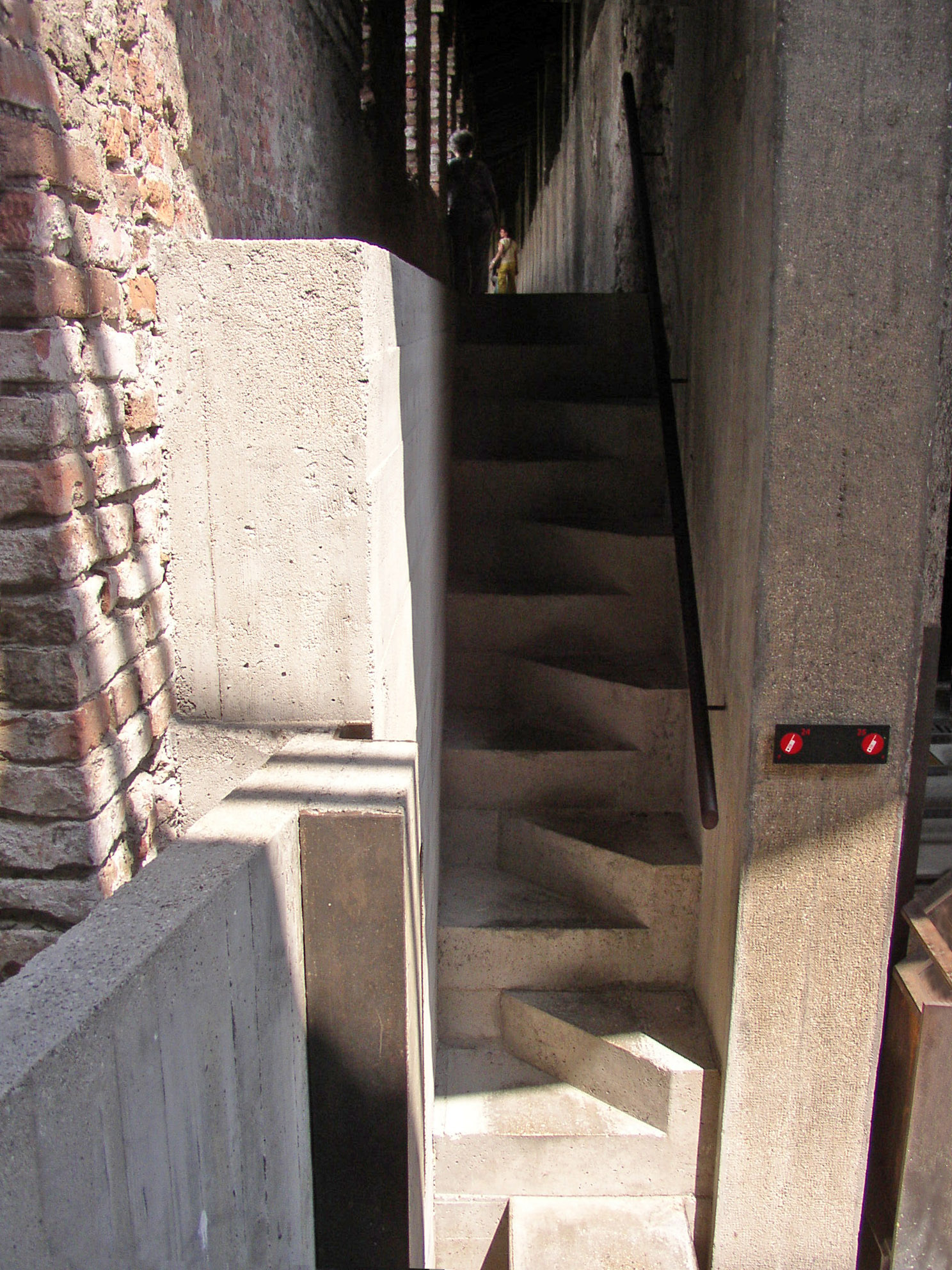
古堡美術館
(Museo di Castelvecchio)

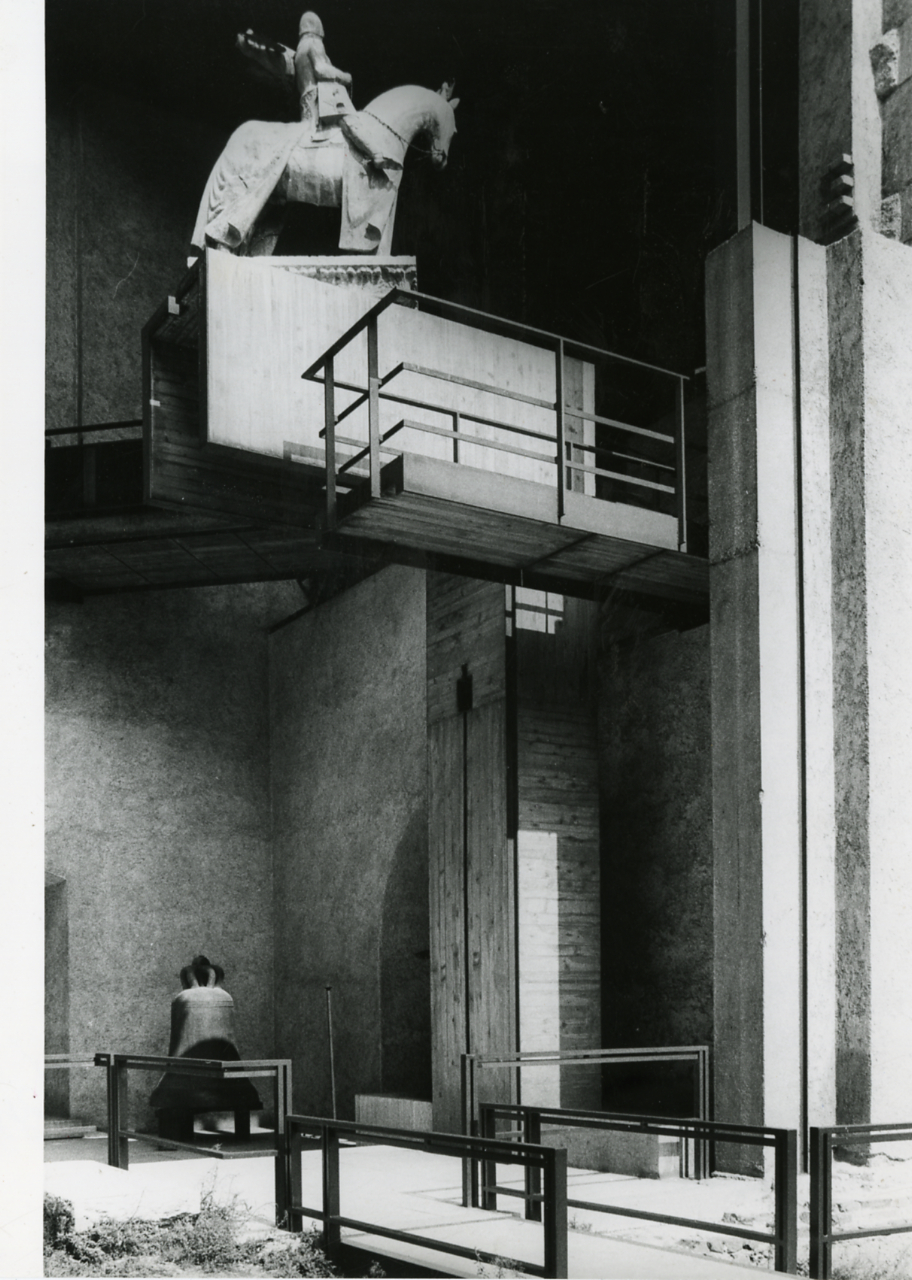
古堡美術館
(Museo di Castelvecchio)

卡羅·阿爾貝托·斯卡帕（義大利語：Carlo Alberto Scarpa，1906年6月2日—1978年11月28日），義大利著名建築師、玻璃工藝與家具設計師，斯卡帕深受威尼斯文化的材料、景观和历史以及日本文化的影响，对历史、地区主义、发明以及艺术家和工程技术都有浓厚兴趣。

## 生平
斯卡帕出生於威尼斯，兩歲時舉家遷至維千撒，童年幾乎在此度過。在十三歲母親過世後隨父親搬回威尼斯，1920年進入威尼斯美術學院（Accademia di Belle Arti di Venezia）專注於建築學研習，在學時期於1922—1924年間在建築師羅納多（Vincenzo Rinaldo）的事務所實習，1926年畢業後獲得該校建築教授的職位，擔任建築師蓋多·奇瑞里（Guido Cirilli）的助教教授建築圖學，並在1926—1931年間在其事務所工作。斯卡帕和朱塞佩·馬薩里歐（Giuseppe Mazzariol）指導過瑪利歐·玻塔（Mario Botta）的畢業論文，他也在馬薩里歐擔任奎利尼·斯坦帕里亞基金會董事的時候完成該機構的花園與建築改造。從1940年代後期直到他去世為止，斯卡帕都在威尼斯建築大學（Università Iuav di Venezia）教授建築製圖與室內裝飾設計。
斯卡帕由於拒絕參加第二次世界大戰後義大利政府所舉辦的例行專業考試，導致他必須和其他建築師合作才可執業，因此與他工作往來的業主、助手和工匠都稱呼他「教授」，而非「建築師」。他從事景觀、家具、建築設計，多數建成的作品都位於威尼托，但在義大利其它地區，乃至於加拿大、美國、沙烏地阿拉伯、法國和瑞士等國家也都有他的作品。基于對材料美感的想像，他的建築深刻敏感於短如季節、長至歷史的時間遞變。
1978年，斯卡帕在日本宮城縣仙台市不慎從混凝土階梯跌落，在醫院救治十天後傷重去世，隨後葬於他設計的布理昂墓園 （Brion Cemetery ）中的室外一角落，採中世紀騎士風格用亞麻布包裹以立姿安葬。

## 著名作品
- 學院美術館（Gallerie dell'Accademia）增改建案（1945年 - 1960年，義大利威尼斯）[5][6]
- 威尼斯雙年展綠園中的書展館（Padiglione del Libro，1950年，義大利威尼斯）[7]
- 佛斯卡利大學（Università Ca' Foscari）整建案（1935-1937; 1955-1956，義大利威尼斯）
- 威尼斯雙年展委內瑞拉館（1953–1956）
- 维罗纳城堡博物馆（ 1956–1964，義大利維洛那）[8][9]
- 奧里維第（Negozio Olivetti）展示店（1957–1958，義大利威尼斯）[10]
- 奎利尼·斯坦帕里亞基金會（Fondazione Querini Stampalia，1961-1963，義大利威尼斯）[11][12]
- 布里昂家族墓园（Tomba Brion，1974-1978，義大利聖維托），是斯卡帕著名的晚期作品，圆形门洞采用了传统中国园林的设计手法，还在围墙转角处设计了一个镂空图案，类似中国的"双喜"图案。[13][14]
- 維洛那大眾銀行（Banca Popolare di Verona），1973-1982，義大利維洛那，逝世後完成

## 外部連結
- Carlo Scarpa | ArchINFORM
- Carlo Scarpa | Primavera Gallery
- Carlo Scarpa | Studio Cleo （页面存档备份，存于）
- Carlo Scarpa | Famous Architect（页面存档备份，存于）
- Carlo Scarpa | Architectuul （页面存档备份，存于）